# Caius Lucilius
Caius Lucilius (sau Gaius Lucilius, n. c.160 - d. 103/2 î.Hr.) a fost un scriitor latin, unul dintre primii creatori ai satirei romane.
Prin scrierile sale, remarcabile prin realism și ironie, a înfățișat moravurile vieții private, într-un stil simplu, de o mare concretețe.
Din cele circa 30 de cărți de satire, s-au păstrat cam 1300 de fragmente.
Un exemplu îl constituie Lucili Carminum Reliquiae, reeditată în 1597.